# 고석승
고석승(1985년 8월 11일 ~ )은 JTBC 기자를 역임한 대한민국의 언론인이다. 서울특별시 출신으로 한영고등학교와 경북대학교를 졸업하였고 의무소방원으로 남양주소방서에서 2009년 5월 군복무를 마쳤다. 2011년 중앙일보·jTBC 신입 통합채용에서 최종합격하여 사회부문 기자로 활동하였다.

## 경력
- 2013 JTBC 사회1부 기자
- 2014 중앙일보 사회부문 기자
- 2015 JTBC 사회2부 기자
- 2016 JTBC 정치1부 기자
- 2017 ~ 2018 JTBC 청와대 출입기자
- JTBC 정치2부 기자
- 2017 정치부회의 청와대 야당반장
- 2018 정치부회의 야당 반장
- 2019 JTBC 정치부회의팀 기자
- JTBC 기동이슈팀 기자
- JTBC 정치부 야당팀 소속기자
- JTBC 뉴스콘텐트국 뉴스담당 정치팀 야당 소속기자

## 방송
- JTBC 뉴스룸 - 밀착카메라 (2015년 7월 6일 ~ 2016년 12월 14일 / 2020년 12월 10일~ 2021년 1월)
- JTBC 뉴스 (1155) (JTBC, 2017년 1월 14일 ~ 2018년 6월 24일)
- 이 시각 뉴스룸 (JTBC, 2018년 6월 30일 ~ 7월 8일)
- 정치부 회의 (JTBC, 2018년 7월 16일 ~ 2020년 12월 4일)